# Józef Hieronim Syruć
Józef (Jozafat) Hieronim Syruć herbu Doliwa – sędzia ziemski kowieński w latach 1779–1789, cześnik kowieński w 1779 roku, koniuszy kowieński w  latach 1777–1779, sędzia grodzki kowieński w latach 1766–1779, pisarz grodzki kowieński w latach 1765–1766.
Żonaty z chorążanką mozyrską Ludwiką Boguszówną (zm. po 1787 roku).
Był członkiem konfederacji powiatu kowieńskiego w 1767 roku.